# Fitero
Fitero település Spanyolországban, Navarra autonóm közösségben. Fitero Alfaro, Corella, Cintruénigo, Tudela, Tarazona és Cervera del Río Alhama községekkel határos. Lakosainak száma 2222 fő (2024).

## Népesség
A település népessége az elmúlt években az alábbi módon változott:
| Lakosok száma | 1997 | 2213 | 2224 | 2222 | 2212 | 2062 | 2034 | 2011 | 2046 | 2222 |
|               | 2001 | 2004 | 2007 | 2009 | 2012 | 2014 | 2017 | 2019 | 2022 | 2024 |